# Laguna di Marovo
La laguna di Marovo è una laguna che si trova nell'arcipelago della Nuova Georgia, Provincia Occidentale delle Isole Salomone. Si trova a nord dell'isola di Vangunu.
Si estende per circa 700 km2 e ha una lunghezza di circa 150 km; è la laguna più estesa del mondo. Essa è protetta da una doppia barriera corallina. Inoltre la laguna possiede una gran quantità di pesci e di coralli, che sono un obiettivo molto apprezzato dagli gli appassionati di immersioni subacquee.
Avvistamenti di delfini degli oceani Indiano e Pacifico nella laguna sono stati confermati.
La laguna fa parte del complesso Marovo-Tetepare, che si trova sull'elenco dei luoghi delle Isole Salomone proposti per la dichiarazione di patrimonio dell'umanità da parte dell'UNESCO.
Alcune isole sono abitate. In totale ci vivono circa 12 000 abitanti su più di cinquanta località, parlano il marovo e hanno un'economia di sussistenza nella quale gioca un ruolo importante la pesca con canna fissa.